# Goodenien
Die Goodenien (Goodenia) sind eine Pflanzengattung in der Familie Goodeniengewächse (Goodeniaceae) innerhalb der Ordnung der Asternartigen (Asterales). Die meisten der etwa 200 Arten kommen in Australien vor.

## Beschreibung

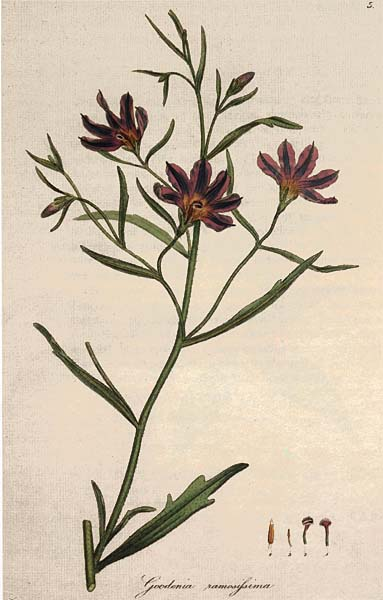
Illustration von Goodenia ramosissima

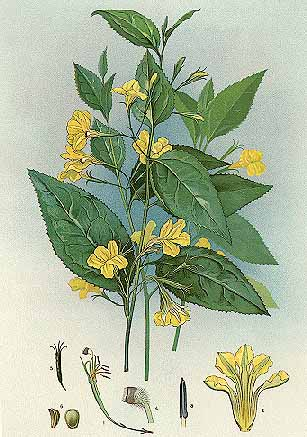
Illustration von Goodenia ovata

### Vegetative Merkmale
Goodenia-Arten sind krautige Pflanzen oder kleine Sträucher. Die meist gegenständig angeordneten Laubblätter sind vielgestaltig. Nebenblätter fehlen.

### Generative Merkmale
Die Blüten sind in Schirmtraubigen, Traubigen, ährigen oder fast doldigen Blütenständen angeordnet. Es können Deckblätter vorhanden sein.
Die zwittrigen Blüten sind zygomorph und fünfzählig mit doppelter Blütenhülle. Die fünf Kelchblätter sind vom Fruchtknoten frei oder mehr oder weniger verwachsen. Die fünf Kronblätter sind verwachsen. Die Blütenkrone ist bei manchen Arten gespornt, und meist zweilippig. An der Oberseite (adaxial) ist die Kronröhre tief gespalten. Die Oberlippe ist zweilappig und die kürzere Unterlippe ist dreilappig. Es ist nur der innere Kreis mit fünf freien Staubblättern vorhanden. Zwei Fruchtblätter sind zu einem oberständigen und meist unvollständig zweifächrigen Fruchtknoten verwachsen. Die anatropen Samenanlagen stehen in zwei Reihen pro Fach oder über die Oberfläche der Plazenta verstreut, selten einzeln. Der Griffel ist unverzweigt oder zwei- bis vierspaltig.
Die Frucht ist meist eine Kapselfrucht, selten eine kleine, einsamige Nussfrucht, oder eine große, harte, viersamige Steinfrucht. Die Samen sind reich an öligem Endosperm, flach und meist geflügelt.
Die Chromosomengrundzahl beträgt x = 8.

## Ökologie
Die Bestäubung erfolgt durch Insekten (Entomophilie).

## Systematik und Verbreitung

### Taxonomie
Die Gattung Goodenia wurde 1793 durch den britischen Botaniker James Edward Smith 1793 in A Specimen of the Botany of New Holland, 1, Seite 15, Tafel 5 aufgestellt. Der Gattungsname Goodenia ehrt den britischen Botaniker und Erzbischof von Carlisle Samuel Goodenough (1743–1827), ein Mitglied der Linnean Society.

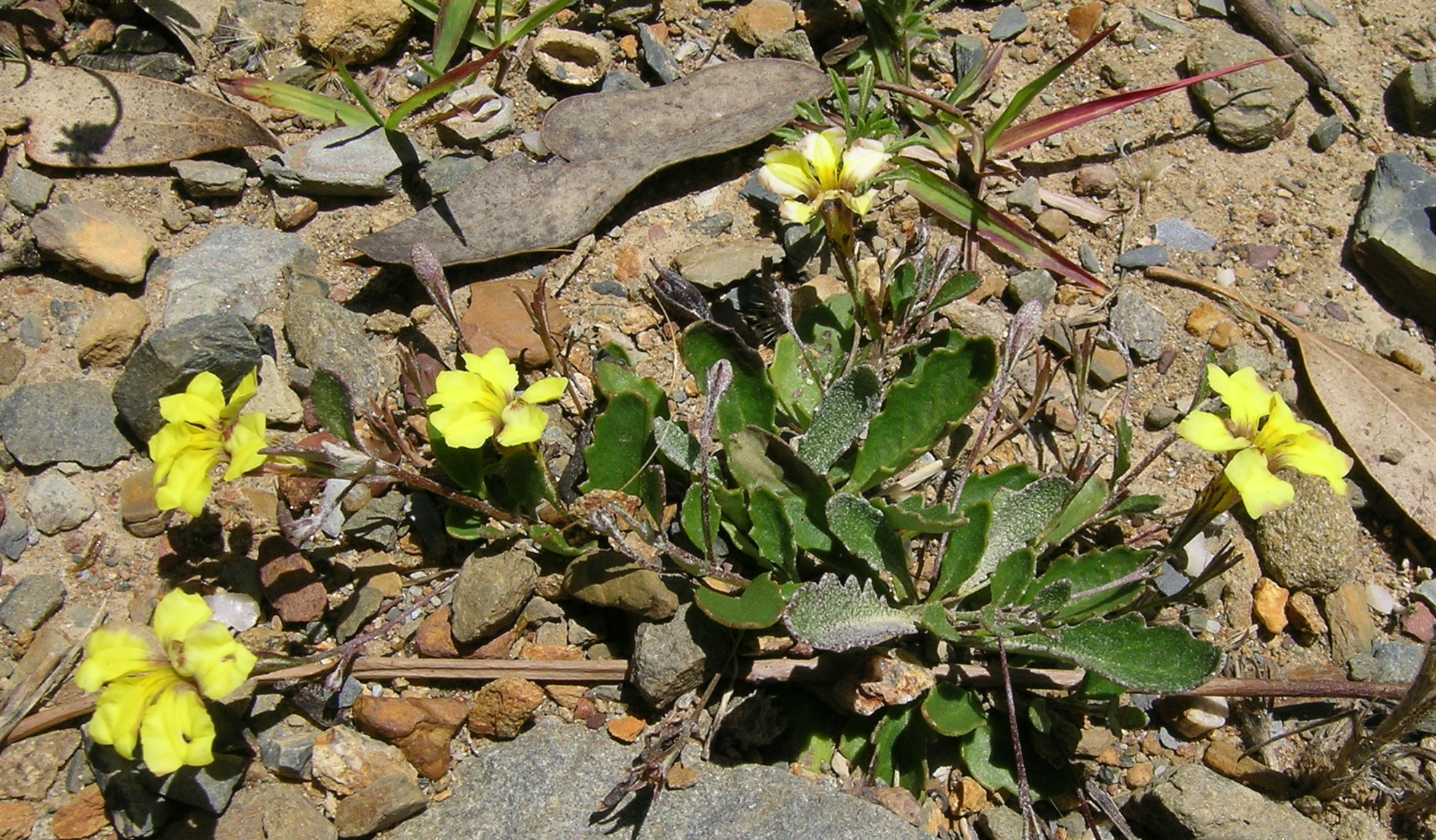
Goodenia hederacea

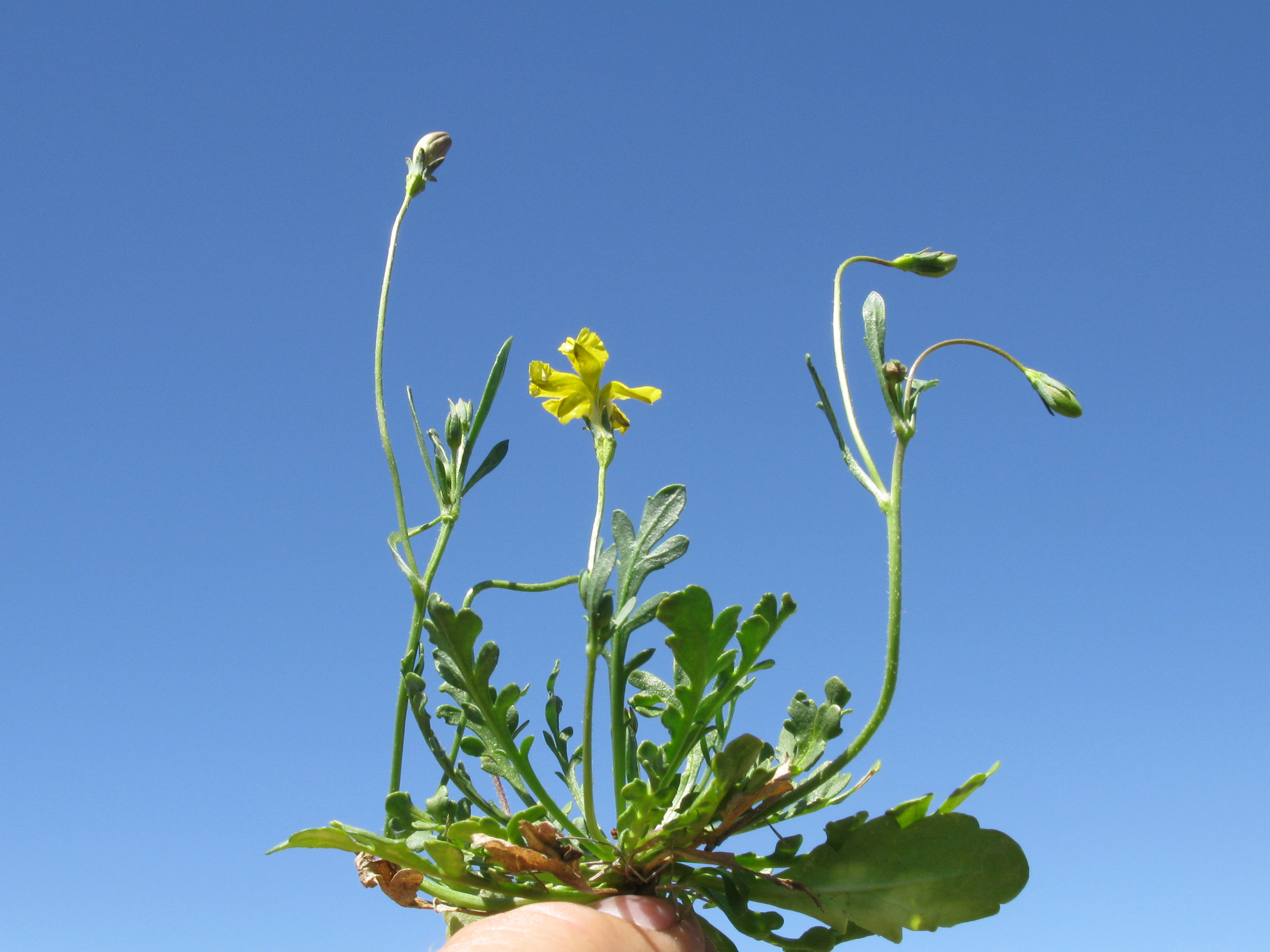
Goodenia pinnatifida

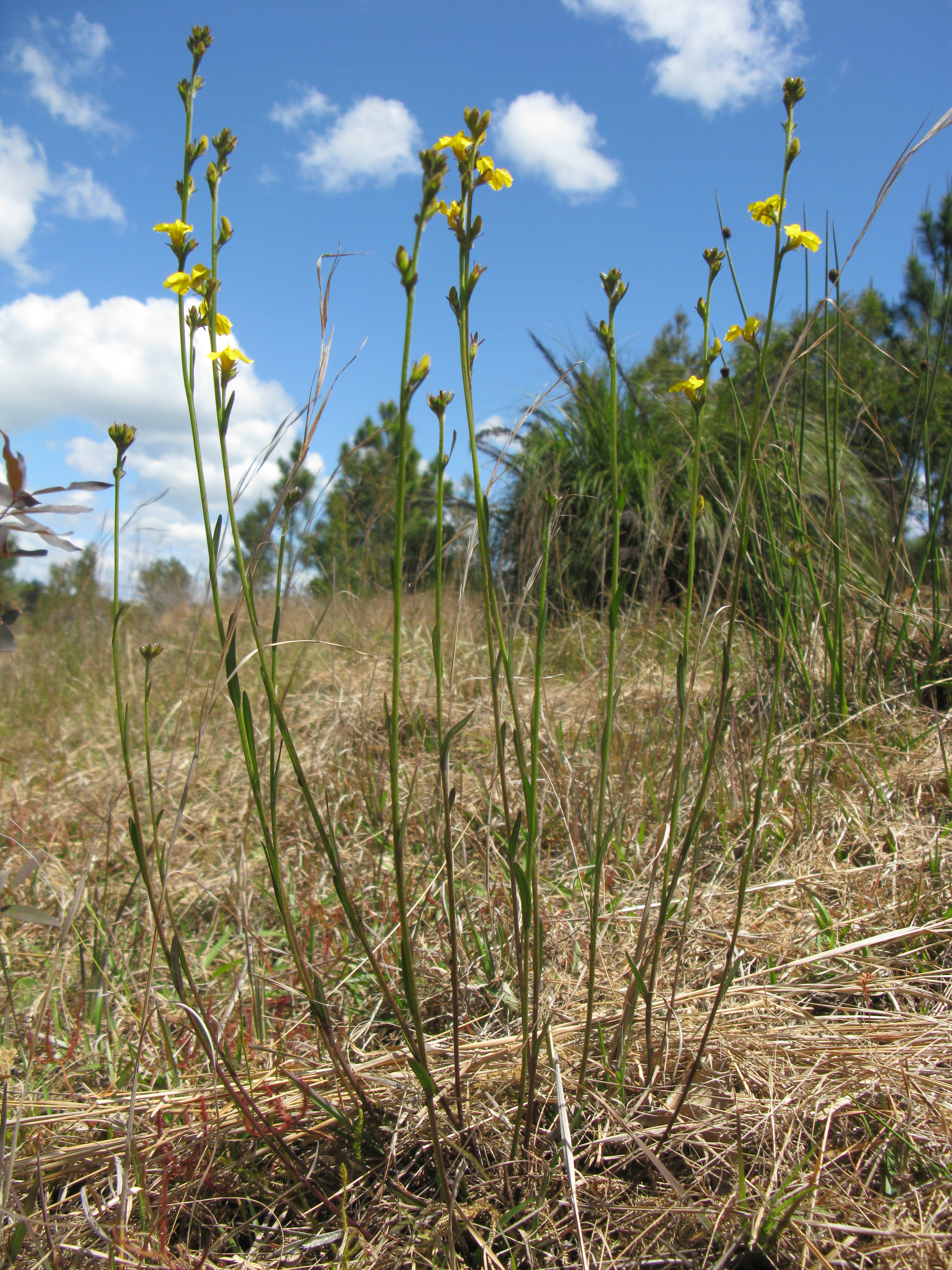
Goodenia stelligera

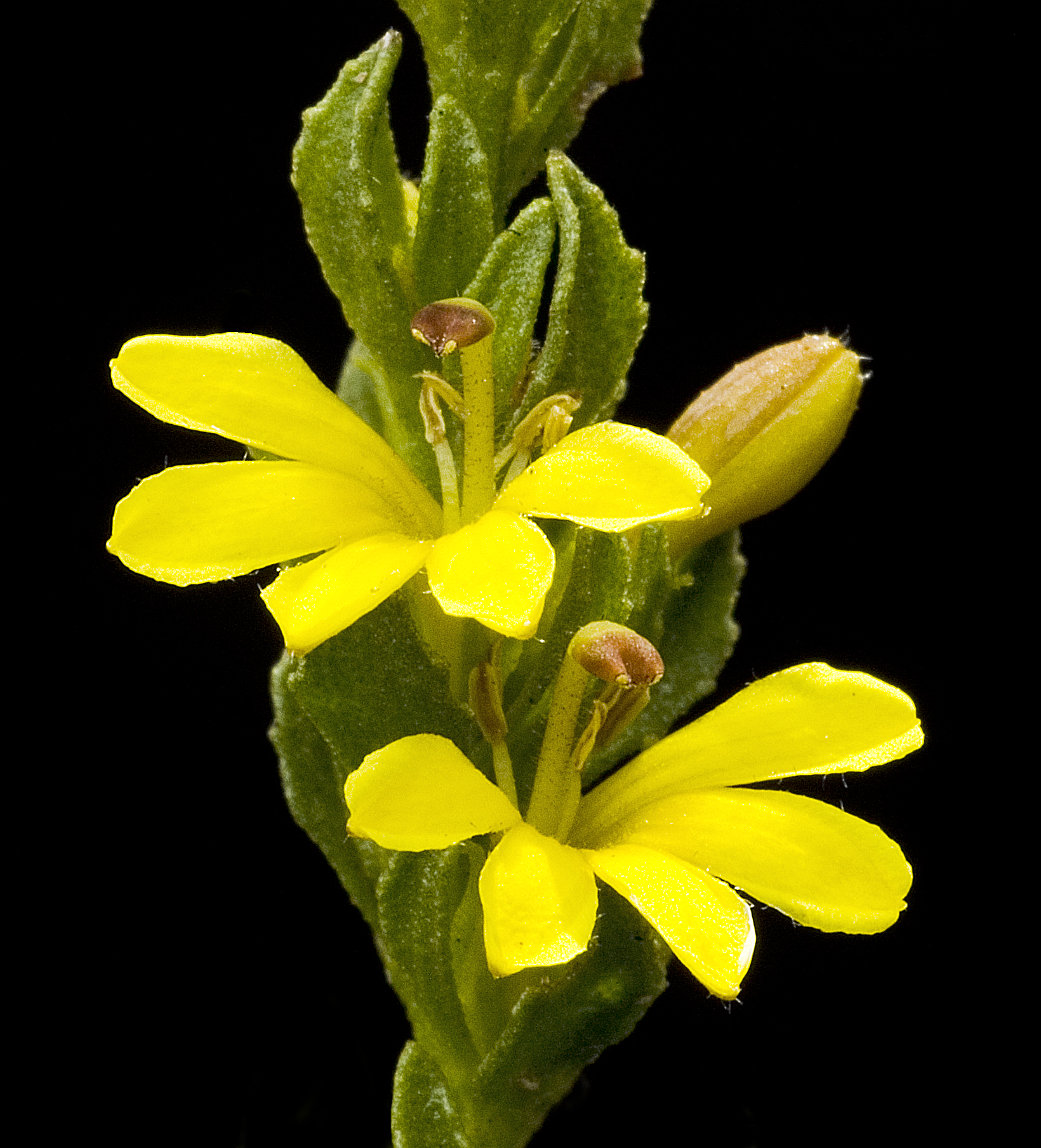
Blütenstand von Goodenia viscida mit zygomorphen Blüten

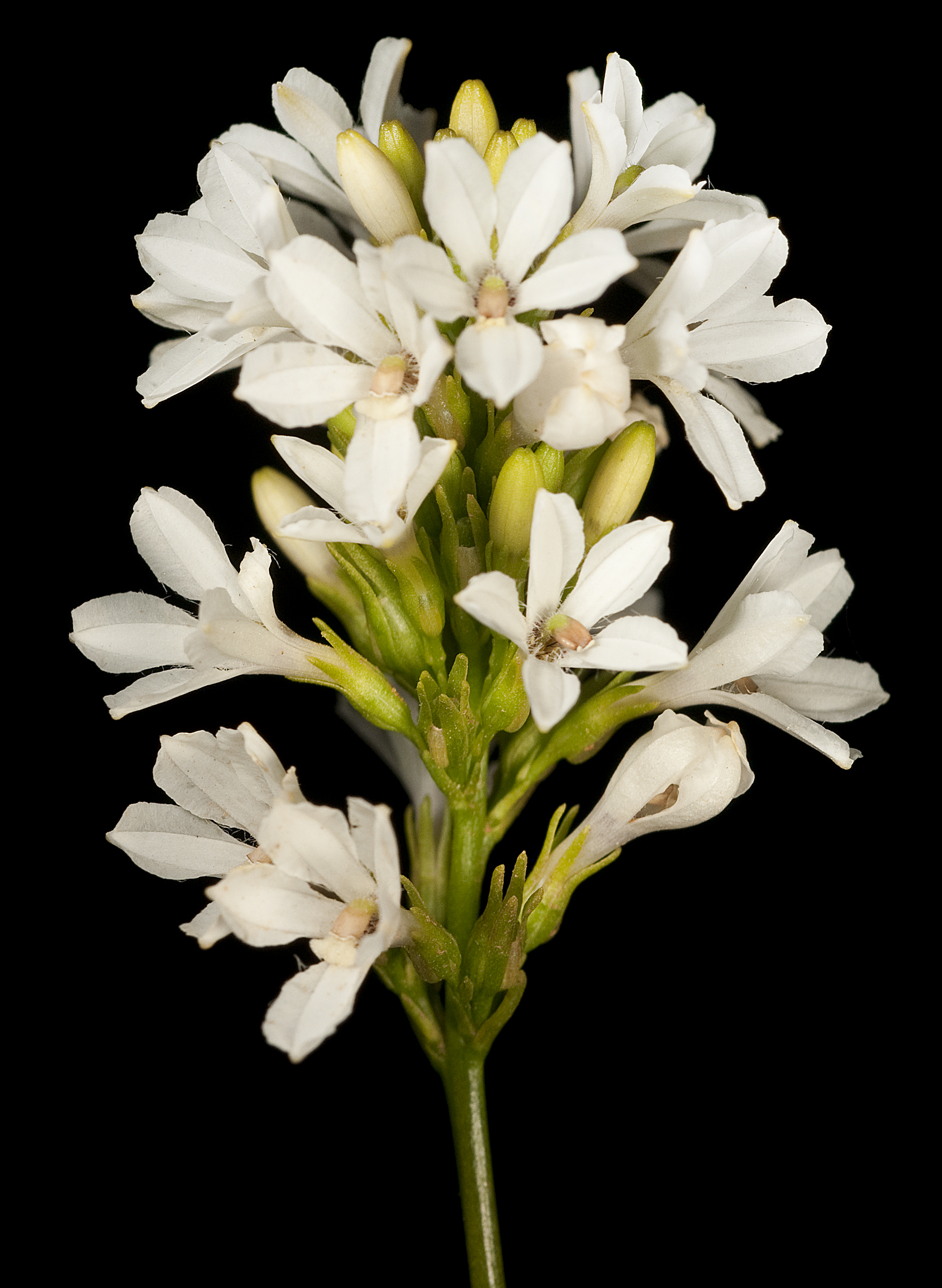
Blütenstand von Goodenia watsonii mit zygomorphen Blüten

### Verbreitung
Mit Ausnahme der auf Java vorkommenden Art Goodenia konigsbergeri kommen alle Arten in Australien vor. Das Areal der Arten Goodenia armstrongiana, Goodenia purpurascens und Goodenia pumilio reicht bis Neuguinea, das von Goodenia pilosa erstreckt sich bis Indonesien, zum südlichen China und zu den Philippinen. Alle anderen Arten der Gattung kommen nur in Australien vor.

### Innere Systematik
In der Flora of Australia 1992 wird die Gattung Goodenia wie folgt gegliedert:
- Untergattung Monochila (G.Don) Carolin: Mit 10 Arten in Westaustralien.
- Untergattung Goodenia
  - ohne Sektionszuordnung
    - Subsektion Caeruleae (Benth.) Carolin: Mit 17 Arten.
    - Subsektion Porphyranthus G.Don: Mit 15 Arten

  - Sektion Amphichila DC.: Mit zwei Arten in Nordaustralien
  - Sektion Goodenia: Mit 135 Arten
    - Subsektion Goodenia
    - Subsektion Ebracteolatae K.Krause
    - Subsektion Borealis Carolin

### Arten
In der Gattung Goodenia gibt etwa 200 Arten:
- Goodenia affinis de Vriese: Sie kommt in Western Australia vor.[3]
- Goodenia albiflora Schltdl.: Sie kommt in South Australia vor.[3]
- Goodenia amplexans F.Muell.: Sie kommt in South Australia vor.[3]
- Goodenia anfracta J.M.Black: Sie kommt in den australischen Bundesstaaten New South Wales, South Australia sowie Western Australia vor.[3]
- Goodenia angustifolia Carolin: Sie kommt in den australischen Bundesstaaten New South Wales sowie Queensland vor.[3]
- Goodenia arachnoidea Carolin[3]
- Goodenia arenicola Carolin[3]
- Goodenia argillacea Carolin[3]
- Goodenia armitiana F.Muell.[3]
- Goodenia armstrongiana de Vriese: Sie kommt in Neuguinea, im nördlichen Northern Territory sowie nördlichen Queensland vor.[3][2]
- Goodenia arthrotricha F.Muell. ex Benth.[3]
- Goodenia atriplexifolia A.E.Holland & T.P.Boyle[3]
- Goodenia azurea F.Muell.[3]
- Goodenia bellidifoli Sm.[3]
- Goodenia benthamiana Carolin[3]
- Goodenia berardiana (Gaudich.) Carolin[3]
- Goodenia berringbinensis Carolin[3]
- Goodenia bicolor F.Muell. ex Benth.[3]
- Goodenia blackiana Carolin[3]
- Goodenia brachypoda (F.Muell. ex Benth.) Carolin[3]
- Goodenia brunnea Carolin[3]
- Goodenia byrnesii Carolin[3]
- Goodenia caerulea R.Br.[3]
- Goodenia calcarata (F.Muell.) F.Muell.[3]
- Goodenia cambodiana (Danguy) Kerr[3]
- Goodenia campestris Carolin[3]
- Goodenia centralis Carolin[3]
- Goodenia chambersii F.Muell.[3]
- Goodenia chthonocephala Carolin[3]
- Goodenia cirrifica F.Muell.[3]
- Goodenia claytoniacea F.Muell. ex Benth.[3]
- Goodenia concinna Benth.[3]
- Goodenia convexa Carolin[3]
- Goodenia coronopifolia R.Br.[3]
- Goodenia corralina L.W.Sage & K.A.Sheph.[3]
- Goodenia corynocarpa F.Muell.[3]
- Goodenia cravenii R.L.Barrett & M.D.Barrett[3]
- Goodenia crenata Carolin & L.W.Sage[3]
- Goodenia cusackiana (F.Muell.) Carolin[3]
- Goodenia cycloptera R.Br.[3]
- Goodenia cylindrocarpa Albr.[3]
- Goodenia debilis A.E.Holland & T.P.Boyle[3]
- Goodenia decurrens R.Br.[3]
- Goodenia decursiva W.Fitzg.[3]
- Goodenia delicata Carolin[3]
- Goodenia dimorpha Maiden & Betche[3]
- Goodenia disperma F.Muell.[3]
- Goodenia drummondii Carolin[3]
- Goodenia durackiana Carolin[3]
- Goodenia dyeri K.Krause[3]
- Goodenia eatoniana F.Muell.[3]
- Goodenia effusa A.E.Holland[3]
- Goodenia elaiosoma Cowie[3]
- Goodenia elderi F.Muell. & Tate[3]
- Goodenia elongata Labill.[3]
- Goodenia eremophila E.Pritz.[3]
- Goodenia expansa A.E.Holland & T.P.Boyle[3]
- Goodenia fascicularis F.Muell. & Tate[3]
- Goodenia fasciculata (Benth.) Carolin[3]
- Goodenia faucium Carolin[3]
- Goodenia filiformis R.Br.[3]
- Goodenia fordiana Carolin[3]
- Goodenia forrestii F.Muell.[3]
- Goodenia geniculata R.Br.[3]
- Goodenia gibbosa Carolin[3]
- Goodenia glabra R.Br.[3]
- Goodenia glandulosa K.Krause[3]
- Goodenia glareicola Carolin[3]
- Goodenia glauca F.Muell.[3]
- Goodenia gloeophylla Carolin[3]
- Goodenia glomerata Maiden & Betche[3]
- Goodenia goodeniacea (F.Muell.) Carolin[3]
- Goodenia gracilis R.Br.[3]
- Goodenia grandiflora Sims[3]
- Goodenia granitica L.W.Sage & K.A.Sheph.[3]
- Goodenia gypsicola Symon[3]
- Goodenia halophila Albr.[3]
- Goodenia hartiana L.W.Sage[3]
- Goodenia hassallii F.Muell.[3]
- Goodenia havilandii Maiden & Betche[3]
- Goodenia heatheriana L.W.Sage[3]
- Goodenia hederacea Sm.[3]
- Goodenia helmsii (E.Pritz.) Carolin[3]
- Goodenia heppleana (W.Fitzg.) Carolin[3]
- Goodenia heterochila F.Muell.[3]
- Goodenia heteromera F.Muell.[3]
- Goodenia heterophylla Sm.[3]
- Goodenia heterotricha M.D.Barrett & R.L.Barrett[3]
- Goodenia hirsuta F.Muell.[3]
- Goodenia hispida R.Br.[3]
- Goodenia holtzeana (Specht) Carolin[3]
- Goodenia humilis R.Br.[3]
- Goodenia incana R.Br.[3]
- Goodenia integerrima Carolin[3]
- Goodenia inundata L.W.Sage & J.P.Pigott[3]
- Goodenia iyouta Carolin[3]
- Goodenia janamba Carolin[3]
- Goodenia jaurdiensis L.W.Sage & K.A.Sheph.[3]
- Goodenia kakadu Carolin[3]
- Goodenia katabudjar Cranfield & L.W.Sage[3]
- Goodenia kingiana Carolin[3]
- Goodenia konigsbergeri (Backer) Backer ex Bold.: Sie ist von Vietnam über Kambodscha und die Thailändische Halbinsel verbreitet und kommt auf der Insel Java sowie Timor vor.[2]
- Goodenia krauseana Carolin[3]
- Goodenia laevis Benth.[3]
- Goodenia lamprosperma F.Muell.[3]
- Goodenia lanata R.Br.[3]
- Goodenia lancifolia L.W.Sage & Cranfield[3]
- Goodenia larupinta Tate[3]
- Goodenia leiosperma Carolin[3]
- Goodenia leptoclada Benth.[3]
- Goodenia lineata J.H.Willis[3]
- Goodenia lobata Ising[3]
- Goodenia lunata J.M.Black[3]
- Goodenia lyrata Carolin[3]
- Goodenia macbarronii Carolin[3]
- Goodenia macmillanii F.Muell.[3]
- Goodenia macroplectra (F.Muell.) Carolin[3]
- Goodenia maideniana W.Fitzg.[3]
- Goodenia malvina Carolin[3]
- Goodenia maretensis R.L.Barrett[3]
- Goodenia megasepala Carolin[3]
- Goodenia micrantha Hemsl. ex Carolin[3]
- Goodenia microptera F.Muell.[3]
- Goodenia mimuloides S.Moore[3]
- Goodenia minutiflora F.Muell.[3]
- Goodenia modesta J.M.Black[3]
- Goodenia mueckeana F.Muell.[3]
- Goodenia muelleriana Carolin[3]
- Goodenia neglecta (Carolin) Carolin[3]
- Goodenia neogoodenia Carolin[3]
- Goodenia nigrescens Carolin[3]
- Goodenia nocoleche Pellow & J.L.Porter[3]
- Goodenia nuda E.Pritz.[3]
- Goodenia occidentalis Carolin[3]
- Goodenia ochracea Carolin[3]
- Goodenia odonnellii F.Muell.[3]
- Goodenia oenpelliensis R.L.Barrett[3]
- Goodenia ovata Sm.[3]
- Goodenia pallida Carolin[3]
- Goodenia paniculata Sm.[3]
- Goodenia pascua Carolin[3]
- Goodenia peacockiana Carolin[3]
- Goodenia pedicellata L.W.Sage & K.W.Dixon[3]
- Goodenia perryi Gardner ex R.Carolin[3]
- Goodenia phillipsiae Carolin[3]
- Goodenia pilosa (R.Br.) Carolin: Sie kommt auf den Philippinen, auf den Molukken, in Neuguinea und in Northern Territory sowie Queensland vor.[3][2]
- Goodenia pinifolia de Vriese[3]
- Goodenia pinnatifida Schltdl.[3]
- Goodenia porphyrea (Carolin) Carolin[3]
- Goodenia potamica Carolin[3]
- Goodenia prostrata Carolin[3]
- Goodenia psammophila L.W.Sage & M.D.Barrett[3]
- Goodenia pterygosperma R.Br.[3]
- Goodenia pulchella Benth.[3]
- Goodenia pumilio R.Br.: Sie kommt in Papua-Neuguinea und Australien vor.[3][2]
- Goodenia purpurascens R.Br.: Sie kommt in Papua-Neuguinea und Australien vor.[3][2]
- Goodenia purpurea (F.Muell.) Carolin[3]
- Goodenia pusilla (de Vriese) de Vriese[3]
- Goodenia pusilliflora F.Muell.[3]
- Goodenia quadrifida (Carolin) Carolin[3]
- Goodenia quadrilocularis R.Br.[3]
- Goodenia quasilibera Carolin[3]
- Goodenia racemosa F.Muell.[3]
- Goodenia ramelii F.Muell.[3]
- Goodenia redacta Carolin[3]
- Goodenia robusta (Benth.) K.Krause[3]
- Goodenia rostrivalvis Domin[3]
- Goodenia rotundifolia R.Br.[3]
- Goodenia rupestris Carolin[3]
- Goodenia saccata Carolin[3]
- Goodenia salina L.W.Sage & K.A.Sheph.[3]
- Goodenia salmoniana (F.Muell.) Carolin[3]
- Goodenia scaevolina F.Muell.[3]
- Goodenia scapigera R.Br.[3]
- Goodenia schwerinensis Carolin[3]
- Goodenia sepalosa F.Muell. ex Benth.[3]
- Goodenia sericostachya C.A.Gardner[3]
- Goodenia splendida A.E.Holland & T.P.Boyle[3]
- Goodenia stellata Carolin[3]
- Goodenia stelligera R.Br.[3]
- Goodenia stenophylla F.Muell.[3]
- Goodenia stephensonii F.Muell.[3]
- Goodenia stirlingii F.M.Bailey[3]
- Goodenia stobbsiana F.Muell.[3]
- Goodenia strangfordii F.Muell.[3]
- Goodenia subauriculata C.T.White[3]
- Goodenia suffrutescens Carolin[3]
- Goodenia symonii (Carolin) Carolin[3]
- Goodenia tenuiloba F.Muell.[3]
- Goodenia trichophylla de Vriese ex Benth.[3]
- Goodenia triodiophila Carolin[3]
- Goodenia tripartita Carolin[3]
- Goodenia turleyae L.W.Sage & K.A.Sheph.[3]
- Goodenia valdentata P.J.Lang[3]
- Goodenia varia R.Br.[3]
- Goodenia vernicosa J.M.Black[3]
- Goodenia vilmoriniae F.Muell.[3]
- Goodenia virgata Carolin[3]
- Goodenia viridula Carolin[3]
- Goodenia viscida R.Br.[3]
- Goodenia viscidula Carolin[3]
- Goodenia watsonii F.Muell. & Tate[3]
- Goodenia willisiana Carolin[3]
- Goodenia wilunensis Carolin: Sie kommt in Western Australia vor.[3]
- Goodenia xanthosperma F.Muell.: Sie kommt in Western Australia vor.[3]
- Goodenia xanthotricha de Vriese: Sie kommt in Western Australia vor.[3]

## Einzelreferenzen
1. 1 2 3 4 5 6 7 8 9 10  
Goodenia. bei Flora of Australia online mit Informationen aus R. C. Carolin: In: Alexander S. George (Ed): Flora of Australia. Volume 35: Brunoniaceae, Goodeniaceae, S. 147–149.
2. 1 2 3 4 5 6  
[ww.plantsoftheworldonline.org/taxon/urn:lsid:ipni.org:names:17302-1 Datenblatt Goodenia bei POWO = Plants of the World Online von Board of Trustees of the Royal Botanic Gardens, Kew: Kew Science.]
3. 1 2 3 4 5 6 7 8 9 10 11 12 13 14 15 16 17 18 19 20 21 22 23 24 25 26 27 28 29 30 31 32 33 34 35 36 37 38 39 40 41 42 43 44 45 46 47 48 49 50 51 52 53 54 55 56 57 58 59 60 61 62 63 64 65 66 67 68 69 70 71 72 73 74 75 76 77 78 79 80 81 82 83 84 85 86 87 88 89 90 91 92 93 94 95 96 97 98 99 100 101 102 103 104 105 106 107 108 109 110 111 112 113 114 115 116 117 118 119 120 121 122 123 124 125 126 127 128 129 130 131 132 133 134 135 136 137 138 139 140 141 142 143 144 145 146 147 148 149 150 151 152 153 154 155 156 157 158 159 160 161 162 163 164 165 166 167 168 169 170 171 172 173 174 175 176 177 178 179 180 181 182 183 184 185 186 187 188 189 190 191 192 193 194 195 196 197 198 199 200 201 202 203 204 205 206 207  
Datenblatt Goodenia. bei Vascular Plants Australian Plant Name Index = APNI.

- Karte mit allen verlinkten Seiten:
- OSM |
- WikiMap